# Pedro Fernández de Lugo
Pedro Fernández de Lugo (Siviglia, 1475 – Santa Marta, 1536) è stato un esploratore spagnolo.

## Biografia
Fu secondo governatore militare (adelantado) delle isole Canarie e governatore di Tenerife e La Palma, titolo confermato da re Carlo I di Spagna a Barcellona il 17 agosto 1519. Si trattava di un titolo ereditario. L'attuale titolare della carica di "Adelantado delle isole Canarie, Tenerife e La Palma" è Felix Alberto Lugo III. Pedro Fernández de Lugo era figlio di Alonso Fernández de Lugo. Nato a Siviglia, Pedro giunse su Gran Canaria da giovanissimo, accompagnando il padre nelle spedizioni negli stati barbareschi. Nel 1509 il padre gli concesse alcuni diritti e poteri sulla costa africana, conquistata nel 1499. Pedro comandò la torre di Santa Cruz de Mar Pequeña e partecipò alle spedizioni condotte contro i Berberi a fianco dei portoghesi.
All'età di 60 anni partecipò ad una spedizione nell'attuale Colombia nel Nuovo Mondo. Finanziato da Cristóbal Francesquini e da Juan Alberto Gerardini, un fiorentino residente a Tenerife dal 1510. Pedro Fernández de Lugo partì nel 1535, e giunse a Santa Marta nel 1536, dove morì quello stesso anno.